# Cocktaildags
Cocktaildags är en roman av P.G. Wodehouse, utgiven i England 1958 med titeln Cocktail Time. Romanen översattes till svenska av Birgitta Hammar 1959.

## Persongalleri
- Frederick "Fred" Twistleton, lord och 5:e earl av Ickenham – Farbror till Pongo Twistleton. Upptågsmakare som inte tappat sitt skämtlynne med åren.
- Pongo Twistleton – Medlem av Drönarklubben och stundtals bekymrad brorson.
- ”Ägget” – Medlem av Drönarklubben.
- ”Skinkan” – Medlem av Drönarklubben.
- Raymond ”Biffen” Bastable – Allvarsam jurist och medlem av Demosthenesklubben. Svåger till Fred Twistleton.
- Biskopen av Stortford – Prelat som ger gratisreklam till omoraliska romaner.
- Albert Peasemarch – Betjänt hos Raymond Bastable och gammal vän till Fred Twistleton.
- Phoebe Wisdom – Raymond Bastables något kaninliknande syster.
- Cosmo ”Cossie” Wisdom – Mindre duglig son till Phoebe och systerson till Raymond.
- Barbara Crowe – Förläggare och ungdomskärlek till Raymond Bastable.
- Gertrude Carlisle – Bedragerska som gärna slår folk i huvudet.
- ”Slisken” Carlisle – Hennes make och likaså bedragare.
- Jonathan Twistleton Pearce – Författare och gudson till Fred Twistleton.
- Belinda ”Bunny” Farringdon – Flickvän till Johnny Pearce.
- Dadda – Mycket för lojal barnflicka till den nu vuxne Johnny Pearce.
- Howard Saxby Sr. – Något förvirrad förläggare.

## Handling
Berättelsen börjar med att den levnadsglade lord Ickenham - alias "farbror Fred" - under en vistelse på Drönarklubben får tag i en slangbella och under medlemmarnas bifall medelst en nöt skjuter hatten av sin svåger Raymond Bastable tvärs över gatan. Då en upprörd Bastable senare möter Fred på en cricketmatch beklagar han sig givetvis och tror förstås att någon ung person stod bakom dådet. Fred håller god min och föreslår Bastable att skriva en satirisk roman där han tar heder och ära av den förslappade ungdomen. Raymond sliter länge med boken ”Cocktaildags” som emellertid missförstås. Exempelvis håller en biskop en predikan över detta ”omoraliska” verk och succén är därefter ett faktum. Eftersom den politiskt konservative Bastable just då kandiderar till att bli parlamentsledamot har han skrivit verket under pseudonym men Fred övertalar honom att låta sin värdelöse systerson ”Cossie” ta åt sig äran av verket. På så vis behöver Bastable aldrig komma ifråga som misstänkt författare och den ständigt panke ”Cossie” kommer inte längre be honom om lån. ”Cossie” råkar emellertid försäga sig inför skojaren ”Slisken” Carlisle som därmed får ”Cossie” skriva ett brev angående sanningen vilket ”Slisken” tänker använda för att utpressa Bastable. Just detta brev går senare en rad besynnerliga öden till mötes och bl.a. ett fult viktorianskt skåp samt en ilsken svan är inblandad i dessa förvecklingar. Parallellt med detta förekommer förstås en rad kärlekshistorier som måste föras till lyckligt slut. Freds gudson Johnny vill gifta sig med ”Bunny” men har inte råd att köpa ut sin synnerligen efterhängsna och skräckinjagande gamla barnjungfru. Betjänten Albert (till intelligensen knappast en Jeeves men lojal och vänlig) är olyckligt kär i sin arbetsgivares syster Phoebe. Slutligen vill Fred även försöka få Bastable att åter komma samman med sin gamla ungdomskärlek Barbara. Trots en rad förvecklingar kring vem som är författare till ”Cocktaildags” och brevet som avslöjar sanningen därom så slutar det hela lyckligt då saker och ting faller på plats av sig själva.